# Длинный язык
«Длинный язык» — рассказ Антона Павловича Чехова. Написан в 1886 году, впервые опубликован в 1886 году в журнале «Осколки» № 39 от 27 сентября с подписью А. Чехонте.

## Публикации
Рассказ А. П. Чехова «Длинный язык» написан в 1886 году, впервые опубликован в 1886 году в журнале «Осколки» № 39 от 27 сентября с подписью А. Чехонте, вошёл в собрание сочинений писателя, издаваемое А. Ф. Марксом. Рассказ был напечатан с цензурными правками, о чем свидетельствует письмо В. В. Билибина, бывшего секретаря редакции журнала «Осколки», который писал Чехову: «Цензор зарезал Вам „длинный язык“!».
А. П. Чехов до 1888 года не был в Крыму, а знакомство с обстановкой на курорте он получил от бесед с И. И. Левитаном, который в 1886 году бывал у Чеховых в Бабкине после отдыха в Крыму.
При жизни Чехова рассказ переводился на болгарский, немецкий, норвежский, сербскохорватский и финский язык.

## Критика
Критика не обошла вниманием рассказ. Критик В. В. Билибин в 1886 году писал в письме Чехову: «За „Длинный язык“ одобряю. Хорошо».
Н. К. Михайловский считал рассказ — примером отношения Чехова к ситуациям, в которых нет ничего особенно забавного. В рассказе, как писал критик, показан «беззаботно веселый, благодушный, поверхностный и, если угодно, примирительный смех» и «ничего кроме смеха» не имеется в виду — «лишь бы было смешно».

## Персонажи
- Наталья Михайловна, молодая женщина, побывавшая в Ялте.
- Вася, муж Натальи, статский советник.

## Сюжет
Действие рассказа происходит дома у Натальи Михайловны. Она недавно приехала с отдыха в Ялте и рассказывает мужу Васе, какие видела прелести в Крыму. Муж ее внимательно слушает и изредка задает вопросы. Он поинтересовался ценами в Ялте, но жена сказала, что ей удалось снять там номер за двадцать рублей в сутки на двоих с Юлией Петровной. С ней они и осматривали природу Крыма. В поездку на гору Ай-Петри они брали лошадь и проводника — татарина по имени Маметкул. К нерусским Наталья Михайловна имеет предубеждения, но и подруга, корчившая из себя святую, показала себя с неожиданной стороны. Юлия Петровна во время их поездки на гору с проводником — татарином притворилась заболевшей и закричала: «Ох, … умираю! Дурно! Не могу дальше ехать!» и попросила Наталью Михайловну с её Сулейманом вернуться в город и привезти ей на гору бестужевских капель. Когда Вася стал выяснять — кто этот Сулейман, то жена возмутилась, сказав, что не потерпит подозрительности. Её Сулейман был послушным проводником, и она ему "даже … в самых патетических местах …говорила: «А все-таки ты не должен забывать, что ты только татарин, а я жена статского советника!»
Особо Наталью Михайловну возмутила Юлия за то, что, когда она позвала к себе вечером Маметкула, пассию Юлии, и провела с ним вечер, то вдруг примчалась Юлия и «сделала им сцену». Вася крякнул и высказал мысль, что дамам там весело жилось. Наталья на это обиделаcь: «Я знаю, о чем ты думаешь! Всегда у тебя такие гадкие мысли!» После этого она замолчала.

## Экранизация
- В 1954 году в рамках польского сериала «Телевизионный театр» вышел телеспектакль «Длинный язык. Беззащитное существо. Хирургия» Режиссёр Эстера Воднарова
- 1998 — новелла «Длинный язык» в восьмой серии телесериала «Чехов и Ко». В ролях: Евгений Киндинов — Васечка, муж; Елена Проклова — Наталья Михайловна, жена